# The Isley Brothers/Diskografie
Diese Diskografie ist eine Übersicht über die musikalischen Werke der US-amerikanischen Soul- und Funkband The Isley Brothers. Den Schallplattenauszeichnungen zufolge hat sie bisher mehr als 20,2 Millionen Tonträger verkauft, davon alleine in ihrer Heimat über 19,5 Millionen. Ihre erfolgreichsten Veröffentlichungen sind die Alben The Heat Is On, Go for Your Guns und Isley’s Greatest Hits, Vol. 1 mit je über zwei Millionen verkauften Einheiten.

## Alben

### Studioalben
| Jahr | Titel Musiklabel Katalog-Nr.                   | Höchstplatzierung, Gesamtwochen, AuszeichnungChartplatzierungen (Jahr, Titel, Musiklabel Katalog-Nr., Platzierungen, Wochen, Auszeichnungen, Anmerkungen) | Höchstplatzierung, Gesamtwochen, AuszeichnungChartplatzierungen (Jahr, Titel, Musiklabel Katalog-Nr., Platzierungen, Wochen, Auszeichnungen, Anmerkungen) | Höchstplatzierung, Gesamtwochen, AuszeichnungChartplatzierungen (Jahr, Titel, Musiklabel Katalog-Nr., Platzierungen, Wochen, Auszeichnungen, Anmerkungen) | Höchstplatzierung, Gesamtwochen, AuszeichnungChartplatzierungen (Jahr, Titel, Musiklabel Katalog-Nr., Platzierungen, Wochen, Auszeichnungen, Anmerkungen) | Höchstplatzierung, Gesamtwochen, AuszeichnungChartplatzierungen (Jahr, Titel, Musiklabel Katalog-Nr., Platzierungen, Wochen, Auszeichnungen, Anmerkungen) | Höchstplatzierung, Gesamtwochen, AuszeichnungChartplatzierungen (Jahr, Titel, Musiklabel Katalog-Nr., Platzierungen, Wochen, Auszeichnungen, Anmerkungen) | Anmerkungen |
| Jahr | Titel Musiklabel Katalog-Nr.                   | DE | AT | CH | UK | US | R&B | Anmerkungen |
| ---- | ---------------------------------------------- | --- | --- | --- | --- | --- | --- | --- |
| 1962 | Twist & Shout Wand 653                         | — | — | — | — | US61 (13 Wo.)US | — | Erstveröffentlichung: 1962 Produzent: Bert Berns |
| 1966 | This Old Heart of Mine Tamla 269               | — | — | — | UK23 (9 Wo.)UK | US140 (5 Wo.)US | R&B15 (6 Wo.)R&B | Erstveröffentlichung: Juni 1966 Produzenten: Brian Holland, Lamont Dozier |
| 1969 | It’s Our Thing T-Neck 3001                     | — | — | — | — | US22 (18 Wo.)US | R&B2 (24 Wo.)R&B | Erstveröffentlichung: April 1969 Produzenten: The Isley Brothers |
| 1969 | The Brothers: Isley T-Neck 3002                | — | — | — | — | US180 (3 Wo.)US | R&B20 (7 Wo.)R&B | Erstveröffentlichung: Oktober 1969 Produzenten: The Isley Brothers |
| 1971 | Givin’ It Back T-Neck 3008                     | — | — | — | — | US71 (25 Wo.)US | R&B13 (24 Wo.)R&B | Erstveröffentlichung: September 1971 Produzenten: The Isley Brothers |
| 1972 | Brother, Brother, Brother T-Neck 3009          | — | — | — | — | US29 (33 Wo.)US | R&B5 (26 Wo.)R&B | Erstveröffentlichung: Juni 1972 Produzenten: The Isley Brothers |
| 1973 | 3 + 3 T-Neck 32453                             | — | — | — | UK— SilberUK | US8 Platin · (37 Wo.)US | R&B2 (38 Wo.)R&B | Erstveröffentlichung: August 1973 Produzenten: The Isley Brothers |
| 1974 | Live It Up T-Neck 33070                        | — | — | — | — | US14 Gold · (28 Wo.)US | R&B1 (29 Wo.)R&B | Erstveröffentlichung: August 1974 Produzenten: The Isley Brothers |
| 1975 | The Heat Is On T-Neck 33536                    | — | — | — | — | US1 ×2Doppelplatin · (40 Wo.)US | R&B1 (25 Wo.)R&B | Erstveröffentlichung: Juni 1975 Produzenten: The Isley Brothers |
| 1976 | Harvest for the World T-Neck 33809             | — | — | — | UK50 (5 Wo.)UK | US9 Platin · (26 Wo.)US | R&B1 (27 Wo.)R&B | Erstveröffentlichung: Mai 1976 Produzenten: The Isley Brothers |
| 1977 | Go for Your Guns T-Neck 34432                  | — | — | — | UK46 (2 Wo.)UK | US6 ×2Doppelplatin · (34 Wo.)US | R&B1 (33 Wo.)R&B | Erstveröffentlichung: April 1977 Produzenten: The Isley Brothers |
| 1978 | Showdown T-Neck 34930                          | — | — | — | UK50 (1 Wo.)UK | US4 Platin · (21 Wo.)US | R&B1 (24 Wo.)R&B | Erstveröffentlichung: April 1978 Produzenten: The Isley Brothers |
| 1979 | Winner Takes All T-Neck 36077 (2)              | — | — | — | — | US14 Gold · (20 Wo.)US | R&B3 (30 Wo.)R&B | Erstveröffentlichung: Juni 1979 Doppelalbum Produzenten: The Isley Brothers |
| 1980 | Go All the Way T-Neck 36305                    | — | — | — | — | US8 Platin · (22 Wo.)US | R&B1 (27 Wo.)R&B | Erstveröffentlichung: April 1980 Produzenten: The Isley Brothers |
| 1981 | Grand Slam T-Neck 37080                        | — | — | — | — | US28 Gold · (17 Wo.)US | R&B3 (24 Wo.)R&B | Erstveröffentlichung: März 1981 Produzenten: The Isley Brothers |
| 1981 | Inside You T-Neck 37533                        | — | — | — | — | US45 (13 Wo.)US | R&B8 (23 Wo.)R&B | Erstveröffentlichung: Oktober 1981 Produzenten: The Isley Brothers |
| 1982 | The Real Deal T-Neck 38047                     | — | — | — | — | US87 (12 Wo.)US | R&B9 (18 Wo.)R&B | Erstveröffentlichung: August 1982 Produzenten: The Isley Brothers |
| 1983 | Between the Sheets T-Neck 38674                | — | — | — | — | US19 Platin · (23 Wo.)US | R&B1 (31 Wo.)R&B | Erstveröffentlichung: April 1983 Produzenten: The Isley Brothers |
| 1985 | Masterpiece Warner 25347                       | — | — | — | — | US140 (12 Wo.)US | R&B19 (27 Wo.)R&B | Erstveröffentlichung: 29. April 1985 Produzenten: The Isley Brothers |
| 1987 | Smooth Sailin’ Warner 25586                    | — | — | — | — | US64 (17 Wo.)US | R&B5 (24 Wo.)R&B | Erstveröffentlichung: 14. März 1987 Produzenten: Ronald Isley, Angela Winbush |
| 1989 | Spend the Night Warner 25940                   | — | — | — | — | US89 (13 Wo.)US | R&B4 (37 Wo.)R&B | Erstveröffentlichung: 5. Oktober 1989 feat. Ronald Isley Produzenten: Ronald Isley, Angela Winbush |
| 1992 | Tracks of Life Warner 26620                    | — | — | — | — | US140 (3 Wo.)US | R&B19 (18 Wo.)R&B | Erstveröffentlichung: 26. Mai 1992 feat. Ronald Isley Produzenten: Ronald Isley, Angela Winbush |
| 1996 | Mission to Please Island 524214                | — | — | — | — | US31 Platin · (45 Wo.)US | R&B2 (71 Wo.)R&B | Erstveröffentlichung: 14. Mai 1996 feat. Ronald Isley Produzenten: Ronald Isley, Angela Winbush |
| 2001 | Eternal Dreamworks Records 450 291-2           | — | — | — | — | US3 Platin · (29 Wo.)US | R&B1 (42 Wo.)R&B | Erstveröffentlichung: 7. August 2001 feat. Ronald Isley aka Mr. Biggs Produzenten: Ronald Isley, Raphael Saadiq, R. Kelly, Angela Winbush, Steve Huff, Andre Harris, Vidal Davis, Jimmy Jam, Terry Lewis |
| 2003 | Body Kiss Dreamworks Records 450 409-2         | — | — | — | — | US1 Gold · (23 Wo.)US | R&B1 (45 Wo.)R&B | Erstveröffentlichung: 6. Mai 2003 feat. Ronald Isley aka Mr. Biggs Produzent: R. Kelly |
| 2004 | Taken to the Next Phase Sony 512 909 2         | — | — | — | — | US135 (1 Wo.)US | R&B26 (4 Wo.)R&B | Erstveröffentlichung: 24. August 2004 Executiv Producer: Rene Arsenault, Tom Sarig |
| 2006 | Baby Makin’ Music Island Def Jam B0004812-01   | — | — | — | — | US5 (18 Wo.)US | R&B1 (24 Wo.)R&B | Erstveröffentlichung: 9. Mai 2006 feat. Ronald Isley aka Mr. Biggs Produzenten: Tim & Bob, Ronald Isley, Troy Taylor, R. Kelly, Gordon Chambers, Manuel Seal, Jermaine Dupri, Bryan-Michael Cox          |
| 2007 | I’ll Be Home for Christmas Def Soul B0009913-2 | — | — | — | — | — | R&B38 (6 Wo.)R&B | Erstveröffentlichung: 9. Oktober 2007 feat. Ronald Isley |
| 2017 | Power of Peace Legacy 88985448512              | DE28 (3 Wo.)DE | AT60 (1 Wo.)AT | CH60 (3 Wo.)CH | — | US64 (1 Wo.)US | R&B32 (1 Wo.)R&B | Erstveröffentlichung: 28. Juli 2017 mit Santana |

grau schraffiert: keine Chartdaten aus diesem Jahr verfügbar
Weitere Studioalben
- 1959: Shout! (RCA Victor 2156)
- 1963: Twisting and Shouting (United Artists 3313)
- 1967: Soul on the Rocks (Tamla 275)
- 1969: Behind a Painted Smile (Tamla Motown 11112)
- 1970: Get into Something (T-Neck 3006)
- 2009: Here We Go Again (DVD + CD; Charly Films F1050SF)

### Livealben
| Jahr | Titel Musiklabel Katalog-Nr. | Höchstplatzierung, Gesamtwochen, AuszeichnungChartplatzierungen (Jahr, Titel, Musiklabel Katalog-Nr., Platzierungen, Wochen, Auszeichnungen, Anmerkungen) | Höchstplatzierung, Gesamtwochen, AuszeichnungChartplatzierungen (Jahr, Titel, Musiklabel Katalog-Nr., Platzierungen, Wochen, Auszeichnungen, Anmerkungen) | Höchstplatzierung, Gesamtwochen, AuszeichnungChartplatzierungen (Jahr, Titel, Musiklabel Katalog-Nr., Platzierungen, Wochen, Auszeichnungen, Anmerkungen) | Höchstplatzierung, Gesamtwochen, AuszeichnungChartplatzierungen (Jahr, Titel, Musiklabel Katalog-Nr., Platzierungen, Wochen, Auszeichnungen, Anmerkungen) | Höchstplatzierung, Gesamtwochen, AuszeichnungChartplatzierungen (Jahr, Titel, Musiklabel Katalog-Nr., Platzierungen, Wochen, Auszeichnungen, Anmerkungen) | Höchstplatzierung, Gesamtwochen, AuszeichnungChartplatzierungen (Jahr, Titel, Musiklabel Katalog-Nr., Platzierungen, Wochen, Auszeichnungen, Anmerkungen) | Anmerkungen                                                                          |
| Jahr | Titel Musiklabel Katalog-Nr. | DE | AT | CH | UK | US | R&B | Anmerkungen                                                                          |
| ---- | ---------------------------- | --- | --- | --- | --- | --- | --- | ------------------------------------------------------------------------------------ |
| 1973 | The Isleys Live T-Neck 30102 | — | — | — | — | US139 (13 Wo.)US | R&B14 (14 Wo.)R&B | Erstveröffentlichung: März 1973 Aufnahme: The Bitter End, New York, 1972 Doppelalbum |
| 1993 | Live! Elektra 61538          | — | — | — | — | — | R&B34 (33 Wo.)R&B | Erstveröffentlichung: 31. August 1993 Aufnahme: 1993                                 |

grau schraffiert: keine Chartdaten aus diesem Jahr verfügbar
Weitere Livealben
- 1969: Live at Yankee Stadium (T-Neck 37006)
- 2015: Groove with You … Live (2 LPs; T-Neck 3004 (2))

### Kompilationen
| Jahr | Titel Musiklabel Katalog-Nr.                        | Höchstplatzierung, Gesamtwochen, AuszeichnungChartplatzierungen (Jahr, Titel, Musiklabel Katalog-Nr., Platzierungen, Wochen, Auszeichnungen, Anmerkungen) | Höchstplatzierung, Gesamtwochen, AuszeichnungChartplatzierungen (Jahr, Titel, Musiklabel Katalog-Nr., Platzierungen, Wochen, Auszeichnungen, Anmerkungen) | Höchstplatzierung, Gesamtwochen, AuszeichnungChartplatzierungen (Jahr, Titel, Musiklabel Katalog-Nr., Platzierungen, Wochen, Auszeichnungen, Anmerkungen) | Höchstplatzierung, Gesamtwochen, AuszeichnungChartplatzierungen (Jahr, Titel, Musiklabel Katalog-Nr., Platzierungen, Wochen, Auszeichnungen, Anmerkungen) | Höchstplatzierung, Gesamtwochen, AuszeichnungChartplatzierungen (Jahr, Titel, Musiklabel Katalog-Nr., Platzierungen, Wochen, Auszeichnungen, Anmerkungen) | Höchstplatzierung, Gesamtwochen, AuszeichnungChartplatzierungen (Jahr, Titel, Musiklabel Katalog-Nr., Platzierungen, Wochen, Auszeichnungen, Anmerkungen) | Anmerkungen                                 |
| Jahr | Titel Musiklabel Katalog-Nr.                        | DE | AT | CH | UK | US | R&B | Anmerkungen                                 |
| ---- | --------------------------------------------------- | --- | --- | --- | --- | --- | --- | ------------------------------------------- |
| 1973 | Isleys’ Greatest Hits T-Neck 3011                   | — | — | — | — | US185 (3 Wo.)US | R&B24 (8 Wo.)R&B | Erstveröffentlichung: November 1973         |
| 1976 | The Best … Isley Brothers Buddah 5652 (2)           | — | — | — | — | — | R&B49 (4 Wo.)R&B | Erstveröffentlichung: März 1976 Doppelalbum |
| 1977 | Forever Gold T-Neck 34452                           | — | — | — | — | US58 (11 Wo.)US | R&B40 (8 Wo.)R&B | Erstveröffentlichung: August 1977           |
| 1988 | Greatest Hits: Isley Brothers Telstar 2306          | — | — | — | UK41 (10 Wo.)UK | — | — | Erstveröffentlichung: Februar 1988          |
| 1994 | Beautiful Ballads Epic Associated ZK 57860          | — | — | — | — | US— GoldUS | R&B67 (9 Wo.)R&B | Erstveröffentlichung: August 1994           |
| 2001 | Love Songs Epic ZK 61482                            | — | — | — | — | — | R&B91 (1 Wo.)R&B | Erstveröffentlichung: April 2001            |
| 2005 | Summer Breeze: Greatest Hits Sony BMG 5204612       | — | — | — | UK69 (1 Wo.)UK | — | — | Erstveröffentlichung: Juli 2005             |
| 2007 | The Definitive Collection Hip-O Records B0009140-02 | — | — | — | — | — | R&B29 (4 Wo.)R&B | Erstveröffentlichung: 9. Oktober 2007       |

grau schraffiert: keine Chartdaten aus diesem Jahr verfügbar
Weitere Kompilationen
- 1966: Untitled (Splitalbum mit The Young Rascals)
- 1966: Take Some Time Out for the Isley Brothers
- 1969: Doin’ Their Thing
- 1971: In the Beginning (mit Jimi Hendrix)
- 1971: The Isley Brothers
- 1972: The Isley Brothers and Marvin & Johnny (Splitalbum mit Marvin & Johnny)
- 1972: The Best of the Isley Brothers
- 1973: Shout
- 1975: Rock Around the Clock
- 1975: The Very Best of the Isley Brothers
- 1976: Twist and Shout
- 1976: Everything You Always Wanted to Hear by The Isley Brothers but Were Afraid to Ask For
- 1976: Dynamic Soul
- 1978: Timeless (2 LPs)
- 1980: Isley Brothers
- 1983: The Isley Brothers
- 1983: 20 Golden Pieces of the Isley Brothers
- 1984: Isley’s Greatest Hits, Vol. 1 (US: ×2Doppelplatin )
- 1986: Greatest Motown Hits
- 1988: The Collection: Twist & Shout
- 1988: The Sound of Soul
- 1988: Shout!
- 1989: Shout! The Victor Sessions
- 1989: At Their Best!
- 1990: This Old Heart of Mine
- 1990: Shout and Twist with Rudolph, Ronald & O’Kelly
- 1991: It’s Your Thing
- 1991: The Complete UA Sessions
- 1991: The Isley Brothers Story, Vol. 1: Rockin’ Soul (1959–68)
- 1991: The Isley Brothers Story, Vol. 2: The T-Neck Years (1969–1985) (2 CDs)
- 1993: Brothers in Soul, the Early Years
- 1994: This Old Heart of Mine
- 1994: Legends: The Isley Brothers
- 1995: Gold
- 1995: Funky Family
- 1995: The Best
- 1996: Early Classics
- 1996: Shout: The RCA Sessions
- 1997: Greatest Hits (UK: Silber)
- 1999: It’s Your Thing: The Story of the Isley Brothers (3 CDs)
- 1999: Super Hits
- 2000: Classic Isley Brothers
- 2000: The Early Years
- 2000: The Ultimate Isley Brothers
- 2001: Essential Collection
- 2001: The Best of the Motown Years Isley Brothers
- 2002: Let’s Go
- 2004: The Essential Isley Brothers (2 CDs)
- 2004: The Early Years
- 2004: An Introduction to the Isley Brothers: 17 Classic Songs
- 2005: Collections
- 2006: Beautiful Ballads, Volume 2
- 2007: Mastercuts Gold: Best of the Isley Brothers
- 2008: Original Album Classics (Box mit 5 CDs)
- 2009: The Motown Anthology (2 CDs)
- 2009: Summer Breeze: The Best of the Isley Brothers (2 CDs)
- 2009: Greatest Hits
- 2010: Playlist: The Very Best of the Isley Brothers
- 2015: The RCA Victor & T-Neck Album Masters (1959–1983) (Box mit 23 CDs)
- 2015: The Real … The Isley Brothers: The Ultimate Collection (3 CDs)

## Singles
| Jahr | Titel Album                                                          | Höchstplatzierung, Gesamtwochen, AuszeichnungChartplatzierungen (Jahr, Titel, Album, Platzierungen, Wochen, Auszeichnungen, Anmerkungen) | Höchstplatzierung, Gesamtwochen, AuszeichnungChartplatzierungen (Jahr, Titel, Album, Platzierungen, Wochen, Auszeichnungen, Anmerkungen) | Höchstplatzierung, Gesamtwochen, AuszeichnungChartplatzierungen (Jahr, Titel, Album, Platzierungen, Wochen, Auszeichnungen, Anmerkungen) | Höchstplatzierung, Gesamtwochen, AuszeichnungChartplatzierungen (Jahr, Titel, Album, Platzierungen, Wochen, Auszeichnungen, Anmerkungen) | Höchstplatzierung, Gesamtwochen, AuszeichnungChartplatzierungen (Jahr, Titel, Album, Platzierungen, Wochen, Auszeichnungen, Anmerkungen) | Höchstplatzierung, Gesamtwochen, AuszeichnungChartplatzierungen (Jahr, Titel, Album, Platzierungen, Wochen, Auszeichnungen, Anmerkungen) | Höchstplatzierung, Gesamtwochen, AuszeichnungChartplatzierungen (Jahr, Titel, Album, Platzierungen, Wochen, Auszeichnungen, Anmerkungen) | Anmerkungen | [↑]: gemeinsam behandelt mit vorhergehendem Eintrag; [←]: in beiden Charts platziert |
| Jahr | Titel Album                                                          | DE | AT | CH | UK | US | R&B | Dance | Anmerkungen |                                                                                      |
| ---- | -------------------------------------------------------------------- | --- | --- | --- | --- | --- | --- | --- | --- | ------------------------------------------------------------------------------------ |
| 1959 | Shout (Part 1) Shout!                                                | — | — | — | — | US47 (12 Wo.)US | — | — | Erstveröffentlichung: September 1959 Autoren: O’Kelly Isley, Ronald Isley, Rudolph Isley                                                                                     |                                                                                      |
| 1962 | Twist and Shout Twist & Shout                                        | — | — | — | UK42 (1 Wo.)UK | US17 (16 Wo.)US | R&B2 (19 Wo.)R&B | — | Erstveröffentlichung: Mai 1962 Autoren: Phil Medley, Bert Russell Original: The Top Notes, 1961                                                                              |                                                                                      |
| 1962 | Twistin’ with Linda –                                                | — | — | — | — | US54 (9 Wo.)US | — | — | Erstveröffentlichung: September 1962 Autoren: O’Kelly Isley, Ronald Isley, Rudolph Isley                                                                                     |                                                                                      |
| 1966 | This Old Heart of Mine (Is Weak for You) This Old Heart of Mine      | — | — | — | UK3 Gold · (17 Wo.)UK | US12 (12 Wo.)US | R&B6 (13 Wo.)R&B | — | Erstveröffentlichung: Februar 1966 Autoren: Holland–Dozier–Holland |                                                                                      |
| 1966 | Take Some Time Out for Love This Old Heart of Mine                   | — | — | — | — | US66 (4 Wo.)US | — | — | Erstveröffentlichung: Mai 1966 Autoren: Robert Gordy, Thomas Kemp |                                                                                      |
| 1966 | I Guess I’ll Always Love You This Old Heart of Mine                  | — | — | — | UK11 (5 Wo.)UK | US61 (7 Wo.)US | R&B31 (6 Wo.)R&B | — | Erstveröffentlichung: Juli 1966 Autoren: Holland–Dozier–Holland |                                                                                      |
| 1967 | Got to Have You Back Soul on the Rocks                               | — | — | — | — | US93 (2 Wo.)US | R&B47 (3 Wo.)R&B | — | Erstveröffentlichung: April 1967 Autoren: Ivy Jo Hunter, Leon Ware, Stephen Bowden                                                                                           |                                                                                      |
| 1968 | Take Me in Your Arms (Rock Me a Little While) Behind a Painted Smile | — | — | — | — | — | R&B22 (4 Wo.)R&B | — | Erstveröffentlichung: April 1968 Autoren: Holland–Dozier–Holland Original: Kim Weston, 1965                                                                                  |                                                                                      |
| 1969 | I Guess I’ll Always Love You (1969) –                                | — | — | — | UK12 (6 Wo.)UK | — | — | — | Erstveröffentlichung: Januar 1969 Autoren: Holland–Dozier–Holland |                                                                                      |
| 1969 | It’s Your Thing It’s Our Thing                                       | — | — | — | UK30 (5 Wo.)UK | US2 Gold · (14 Wo.)US | R&B1 (14 Wo.)R&B | — | Erstveröffentlichung: März 1969 Grammy (R&B Vocal Group) / R&B Hall of Fame Platz 428 der Rolling Stone 500 (Liste 2011) Autoren: O’Kelly Isley, Ronald Isley, Rudolph Isley |                                                                                      |
| 1969 | Behind a Painted Smile                                               | DE35 (2 Wo.)DE | — | — | UK5 (12 Wo.)UK | — | — | — | Erstveröffentlichung: April 1969 Autoren: Ivy Jo Hunter, Beatrice Verdi |                                                                                      |
| 1969 | I Turned You On The Brothers: Isley                                  | — | — | — | — | US23 (10 Wo.)US | R&B6 (11 Wo.)R&B | — | Erstveröffentlichung: Mai 1969 Autoren: O’Kelly Isley, Ronald Isley, Rudolph Isley                                                                                           |                                                                                      |
| 1969 | Put Yourself in My Place This Old Heart of Mine                      | — | — | — | UK13 (11 Wo.)UK | — | — | — | Erstveröffentlichung: August 1969 Autoren: Holland–Dozier–Holland |                                                                                      |
| 1969 | Black Berries It’s Our Thing                                         | — | — | — | — | US79 (4 Wo.)US | R&B43 (4 Wo.)R&B | — | Erstveröffentlichung: August 1969 Autoren: O’Kelly Isley, Ronald Isley, Rudolph Isley                                                                                        |                                                                                      |
| 1969 | Was It Good to You It’s Our Thing                                    | — | — | — | — | US83 (5 Wo.)US | R&B33 (5 Wo.)R&B | — | Erstveröffentlichung: September 1969 Autoren: O’Kelly Isley, Ronald Isley, Rudolph Isley                                                                                     |                                                                                      |
| 1969 | Bless Your Heart It’s Our Thing                                      | — | — | — | — | — | R&B29 (4 Wo.)R&B | — | Erstveröffentlichung: November 1969 Autoren: O’Kelly Isley, Ronald Isley, Rudolph Isley                                                                                      |                                                                                      |
| 1970 | Keep On Doin’ Get into Something                                     | — | — | — | — | US75 (5 Wo.)US | R&B17 (8 Wo.)R&B | — | Erstveröffentlichung: Januar 1970 Autoren: O’Kelly Isley, Ronald Isley, Rudolph Isley                                                                                        |                                                                                      |
| 1970 | If He Can, You Can Get into Something                                | — | — | — | — | — | R&B21 (7 Wo.)R&B | — | Erstveröffentlichung: April 1970 Autoren: Johnny Brantly, O’Kelly Isley, Ronald Isley, Rudolph Isley                                                                         |                                                                                      |
| 1970 | Girls Will Be Girls, Boys Will Be Boys Get into Something            | — | — | — | — | US75 (2 Wo.)US | R&B21 (6 Wo.)R&B | — | Erstveröffentlichung: Juli 1970 Autoren: O’Kelly Isley, Ronald Isley, Rudolph Isley                                                                                          |                                                                                      |
| 1970 | Get into Something                                                   | — | — | — | — | US89 (3 Wo.)US | R&B25 (5 Wo.)R&B | — | Erstveröffentlichung: September 1970 Autoren: O’Kelly Isley, Ronald Isley, Rudolph Isley                                                                                     |                                                                                      |
| 1970 | Freedom Get into Something                                           | — | — | — | — | US72 (5 Wo.)US | R&B16 (11 Wo.)R&B | — | Erstveröffentlichung: Dezember 1970 Autoren: O’Kelly Isley, Ronald Isley, Rudolph Isley                                                                                      |                                                                                      |
| 1971 | Warpath –                                                            | — | — | — | — | — | R&B17 (6 Wo.)R&B | — | Erstveröffentlichung: März 1971 Autoren: Ernie Isley, Harrison Pennington, O’Kelly Isley, Ronald Isley, Rudolph Isley                                                        |                                                                                      |
| 1971 | Love the One You’re With Givin’ It Back                              | — | — | — | — | US18 (11 Wo.)US | R&B3 (13 Wo.)R&B | — | Erstveröffentlichung: Juni 1971 Autor und Original: Stephen Stills, 1970 |                                                                                      |
| 1971 | Spill the Wine Givin’ It Back                                        | — | — | — | — | US49 (6 Wo.)US | R&B14 (8 Wo.)R&B | — | Erstveröffentlichung: September 1971 Autoren: O’Kelly Isley, Ronald Isley, Rudolph Isley                                                                                     |                                                                                      |
| 1971 | Lay Lady Lay Givin’ It Back                                          | — | — | — | — | US71 (5 Wo.)US | R&B29 (7 Wo.)R&B | — | Erstveröffentlichung: November 1971 Autor und Original: Bob Dylan, 1969 |                                                                                      |
| 1972 | Lay-Away Brother, Brother, Brother                                   | — | — | — | — | US54 (9 Wo.)US | R&B6 (11 Wo.)R&B | — | Erstveröffentlichung: Februar 1972 Autoren: O’Kelly Isley, Ronald Isley, Rudolph Isley                                                                                       |                                                                                      |
| 1972 | Pop That Thang Brother, Brother, Brother                             | — | — | — | — | US24 (15 Wo.)US | R&B3 (14 Wo.)R&B | — | Erstveröffentlichung: Juni 1972 Autoren: Clyde Otis, Herman Kelly, O’Kelly Isley, Ronald Isley, Rudolph Isley                                                                |                                                                                      |
| 1972 | Work to Do Brother, Brother, Brother                                 | — | — | — | — | US51 (8 Wo.)US | R&B11 (10 Wo.)R&B | — | Erstveröffentlichung: Oktober 1972 Autoren: The Isley Brothers |                                                                                      |
| 1973 | It’s Too Late Brother, Brother, Brother                              | — | — | — | — | — | R&B39 (4 Wo.)R&B | — | Erstveröffentlichung: Mai 1973 Autoren: Carole King, Toni Stern Original: Carole King, 1971                                                                                  |                                                                                      |
| 1973 | That Lady 3 + 3                                                      | — | — | — | UK14 (9 Wo.)UK | US6 Gold · (20 Wo.)US | R&B2 (17 Wo.)R&B | — | Erstveröffentlichung: Juni 1973 Platz 357 der Rolling Stone 500 (Liste 2011) Original bereits 1964 als Who’s That Lady erschienen Autoren: The Isleys                        |                                                                                      |
| 1973 | What It Comes Down To 3 + 3                                          | — | — | — | — | US55 (11 Wo.)US | R&B5 (14 Wo.)R&B | — | Erstveröffentlichung: Dezember 1973 Autoren: The Isleys |                                                                                      |
| 1974 | Highway of My Life 3 + 3                                             | — | — | — | UK25 (8 Wo.)UK | — | — | — | Erstveröffentlichung: Januar 1974 Autoren: The Isleys |                                                                                      |
| 1974 | Summer Breeze 3 + 3                                                  | — | — | — | UK16 Silber · (8 Wo.)UK | US60 (7 Wo.)US | R&B10 (14 Wo.)R&B | — | Erstveröffentlichung: März 1974 Autoren: Dash Crofts, James Seals Original: Seals & Crofts, 1972                                                                             |                                                                                      |
| 1974 | Live It Up                                                           | — | — | — | — | US52 (16 Wo.)US | R&B4 (17 Wo.)R&B | — | Erstveröffentlichung: Juli 1974 Autoren: Ernie Isley, Marvin Isley, Chris Jasper, Ronald Isley, Rudolph Isley, O’Kelly Isley                                                 |                                                                                      |
| 1974 | Midnight Sky Live It Up                                              | — | — | — | — | US73 (5 Wo.)US | R&B8 (14 Wo.)R&B | — | Erstveröffentlichung: Dezember 1974 Autoren: Ernie Isley, Marvin Isley, Chris Jasper, Ronald Isley, Rudolph Isley, O’Kelly Isley                                             |                                                                                      |
| 1975 | Fight the Power The Heat Is On                                       | — | — | — | — | US4 Gold · (18 Wo.)US | R&B1 (19 Wo.)R&B | Dance13 (6 Wo.)Dance | Erstveröffentlichung: Mai 1975 Autoren: Ernie Isley, Marvin Isley, Chris Jasper, Ronald Isley, Rudolph Isley, O’Kelly Isley                                                  |                                                                                      |
| 1975 | For the Love of You The Heat Is On                                   | — | — | — | — | US22 (12 Wo.)US | R&B10 (12 Wo.)R&B | — | Erstveröffentlichung: Oktober 1975 Autoren: Ernie Isley, Marvin Isley, Chris Jasper, Ronald Isley, Rudolph Isley, O’Kelly Isley                                              |                                                                                      |
| 1976 | Who Loves You Better Harvest for the World                           | — | — | — | — | US47 (6 Wo.)US | R&B3 (16 Wo.)R&B | — | Erstveröffentlichung: April 1976 Autoren: Ernie Isley, Marvin Isley, Chris Jasper, Ronald Isley, Rudolph Isley, O’Kelly Isley                                                |                                                                                      |
| 1976 | Harvest for the World                                                | — | — | — | UK10 (8 Wo.)UK | US63 (11 Wo.)US | R&B9 (13 Wo.)R&B | — | Erstveröffentlichung: Juni 1976 Autoren: Ernie Isley, Marvin Isley, Chris Jasper, Ronald Isley, Rudolph Isley, O’Kelly Isley                                                 |                                                                                      |
| 1977 | The Pride Go for Your Guns                                           | — | — | — | — | US63 (7 Wo.)US | R&B1 (15 Wo.)R&B | Dance30 (1 Wo.)Dance | Erstveröffentlichung: März 1977 Autoren: Ernie Isley, Marvin Isley, Chris Jasper, Ronald Isley, Rudolph Isley, O’Kelly Isley                                                 |                                                                                      |
| 1977 | Livin’ in the Life Go for Your Guns                                  | — | — | — | — | US40 (8 Wo.)US | R&B4 (14 Wo.)R&B | — | Erstveröffentlichung: Juni 1977 Autoren: Ernie Isley, Marvin Isley, Chris Jasper, Ronald Isley, Rudolph Isley, O’Kelly Isley                                                 |                                                                                      |
| 1977 | Voyage to Atlantis Go for Your Guns                                  | — | — | — | — | — | R&B50 (10 Wo.)R&B | — | Erstveröffentlichung: Oktober 1977 Autoren: Ernie Isley, Marvin Isley, Chris Jasper, Ronald Isley, Rudolph Isley, O’Kelly Isley                                              |                                                                                      |
| 1978 | Take Me to the Next Phase Showdown                                   | — | — | — | UK50 (4 Wo.)UK | — | R&B1 (18 Wo.)R&B | — | Erstveröffentlichung: März 1978 Autoren: Ernie Isley, Marvin Isley, Chris Jasper, Ronald Isley, Rudolph Isley, O’Kelly Isley                                                 |                                                                                      |
| 1978 | Groove with You Showdown                                             | — | — | — | — | — | R&B16 (11 Wo.)R&B | — | Erstveröffentlichung: Juni 1978 Autoren: Ernie Isley, Marvin Isley, Chris Jasper, Ronald Isley, Rudolph Isley, O’Kelly Isley                                                 |                                                                                      |
| 1979 | I Wanna Be with You Winner Takes All                                 | — | — | — | — | — | R&B1 (17 Wo.)R&B | — | Erstveröffentlichung: April 1979 Autoren: Ernie Isley, Marvin Isley, Chris Jasper, Ronald Isley, Rudolph Isley, O’Kelly Isley                                                |                                                                                      |
| 1979 | Winner Takes All                                                     | — | — | — | — | — | R&B38 (7 Wo.)R&B | — | Erstveröffentlichung: Juli 1979 Autoren: Ernie Isley, Marvin Isley, Chris Jasper, Ronald Isley, Rudolph Isley, O’Kelly Isley                                                 |                                                                                      |
| 1979 | It’s a Disco Night (Rock Don’t Stop) Winner Takes All                | — | — | — | UK14 (11 Wo.)UK | US90 (2 Wo.)US | R&B27 (11 Wo.)R&B | Dance44 (17 Wo.)Dance | Erstveröffentlichung: August 1979 Autoren: Ernie Isley, Marvin Isley, Chris Jasper, Ronald Isley, Rudolph Isley, O’Kelly Isley                                               |                                                                                      |
| 1980 | Don’t Say Goodnight (It’s Time for Love) Go All the Way              | — | — | — | — | US39 (9 Wo.)US | R&B1 (17 Wo.)R&B | — | Erstveröffentlichung: Februar 1980 Autoren: Ernie Isley, Marvin Isley, Chris Jasper, Ronald Isley, Rudolph Isley, O’Kelly Isley                                              |                                                                                      |
| 1980 | Go All the Way                                                       | — | — | — | — | — | — | Dance40 (12 Wo.)Dance | Erstveröffentlichung: April 1980 Autoren: Ernie Isley, Marvin Isley, Chris Jasper, Ronald Isley, Rudolph Isley, O’Kelly Isley                                                |                                                                                      |
| 1980 | Here We Go Again Go All the Way                                      | — | — | — | — | — | R&B11 (14 Wo.)R&B | — | Erstveröffentlichung: Juni 1980 Autoren: Ernie Isley, Marvin Isley, Chris Jasper, Ronald Isley, Rudolph Isley, O’Kelly Isley                                                 |                                                                                      |
| 1980 | Who Said? Grand Slam                                                 | — | — | — | — | — | R&B20 (15 Wo.)R&B | Dance71 (4 Wo.)Dance | Erstveröffentlichung: Dezember 1980 Autoren: Ernie Isley, Marvin Isley, Chris Jasper, Ronald Isley, Rudolph Isley, O’Kelly Isley                                             |                                                                                      |
| 1980 | (Can’t You See) What You Do to Me? Winner Takes All                  | — | — | — | — | — | —[Dance: ↑] | Dance71 (4 Wo.)Dance | B-Seite von Who Said? Autoren: Ernie Isley, Marvin Isley, Chris Jasper, Ronald Isley, Rudolph Isley, O’Kelly Isley                                                           |                                                                                      |
| 1981 | Hurry Up and Wait Grand Slam                                         | — | — | — | — | US58 (7 Wo.)US | R&B17 (10 Wo.)R&B | — | Erstveröffentlichung: April 1981 Autoren: Ernie Isley, Marvin Isley, Chris Jasper, Ronald Isley, Rudolph Isley, O’Kelly Isley                                                |                                                                                      |
| 1981 | I Once Had Your Love (And I Can’t Let Go) Grand Slam                 | — | — | — | — | — | R&B57 (7 Wo.)R&B | — | Erstveröffentlichung: Juni 1981 Autoren: Ernie Isley, Marvin Isley, Chris Jasper, Ronald Isley, Rudolph Isley, O’Kelly Isley                                                 |                                                                                      |
| 1981 | Inside You                                                           | — | — | — | — | — | R&B10 (16 Wo.)R&B | Dance18 (15 Wo.)Dance | Erstveröffentlichung: September 1981 Autoren: Ernie Isley, Marvin Isley, Chris Jasper, Ronald Isley, Rudolph Isley, O’Kelly Isley                                            |                                                                                      |
| 1982 | Welcome into My Heart Inside You                                     | — | — | — | — | — | R&B45 (9 Wo.)R&B | — | Erstveröffentlichung: Februar 1982 Autoren: Ernie Isley, Marvin Isley, Chris Jasper, Ronald Isley, Rudolph Isley, O’Kelly Isley                                              |                                                                                      |
| 1982 | The Real Deal                                                        | — | — | — | — | — | R&B14 (15 Wo.)R&B | — | Erstveröffentlichung: Juni 1982 Autoren: Ernie Isley, Marvin Isley, Chris Jasper, Ronald Isley, Rudolph Isley, O’Kelly Isley                                                 |                                                                                      |
| 1982 | It’s Alright with Me The Real Deal                                   | — | — | — | — | — | R&B59 (6 Wo.)R&B | — | Erstveröffentlichung: Oktober 1982 Autoren: Ernie Isley, Marvin Isley, Chris Jasper, Ronald Isley, Rudolph Isley, O’Kelly Isley                                              |                                                                                      |
| 1982 | All in My Lover’s Eyes The Real Deal                                 | — | — | — | — | — | R&B67 (6 Wo.)R&B | — | Erstveröffentlichung: Dezember 1982 Autoren: Ernie Isley, Marvin Isley, Chris Jasper, Ronald Isley, Rudolph Isley, O’Kelly Isley                                             |                                                                                      |
| 1983 | Between the Sheets                                                   | — | — | — | UK52 (4 Wo.)UK | US— Gold (Mastertone)US | R&B3 (20 Wo.)R&B | — | Erstveröffentlichung: März 1983 Autoren: Ernie Isley, Marvin Isley, Chris Jasper, Ronald Isley, Rudolph Isley, O’Kelly Isley                                                 |                                                                                      |
| 1983 | Choosey Lover Between the Sheets                                     | — | — | — | — | — | R&B6 (15 Wo.)R&B | — | Erstveröffentlichung: Juni 1983 Autoren: Ernie Isley, Marvin Isley, Chris Jasper, Ronald Isley, Rudolph Isley, O’Kelly Isley                                                 |                                                                                      |
| 1985 | Colder Are My Nights Masterpiece                                     | — | — | — | — | — | R&B12 (17 Wo.)R&B | — | Erstveröffentlichung: Oktober 1985 Autoren: David Williams, Pat Leonard |                                                                                      |
| 1986 | May I? Masterpiece                                                   | — | — | — | — | — | R&B42 (9 Wo.)R&B | — | Erstveröffentlichung: März 1986 Autoren: Ronald Isley, Rudolph Isley, O’Kelly Isley, Elaine Jasper Isley                                                                     |                                                                                      |
| 1987 | Smooth Sailin’ Tonight Smooth Sailin’                                | — | — | — | — | — | R&B3 (16 Wo.)R&B | — | Erstveröffentlichung: Mai 1987 Autor: Angela Winbush |                                                                                      |
| 1987 | Come My Way Smooth Sailin’                                           | — | — | — | — | — | R&B71 (7 Wo.)R&B | — | Erstveröffentlichung: September 1987 Autoren: Angela Winbush, René Moore |                                                                                      |
| 1988 | I Wish Smooth Sailin’                                                | — | — | — | — | — | R&B74 (7 Wo.)R&B | — | Erstveröffentlichung: Januar 1988 Autor: Raymond Reeder |                                                                                      |
| 1989 | Spend the Night (Ce soir) Spend the Night                            | — | — | — | — | — | R&B3 (19 Wo.)R&B | — | Erstveröffentlichung: Juni 1989 feat. Ronald Isley Autor: Angela Winbush |                                                                                      |
| 1989 | You’ll Never Walk Alone Spend the Night                              | — | — | — | — | — | R&B25 (13 Wo.)R&B | — | Erstveröffentlichung: Oktober 1989 feat. Ronald Isley Autor: Angela Winbush                                                                                                  |                                                                                      |
| 1990 | One of a Kind Spend the Night                                        | — | — | — | — | — | R&B38 (9 Wo.)R&B | — | Erstveröffentlichung: Februar 1990 feat. Ronald Isley Autor: Angela Winbush                                                                                                  |                                                                                      |
| 1992 | Sensitive Lover Tracks of Life                                       | — | — | — | — | — | R&B24 (12 Wo.)R&B | — | Erstveröffentlichung: April 1992 feat. Ronald Isley |                                                                                      |
| 1992 | Whatever Turns You On Tracks of Life                                 | — | — | — | — | — | R&B46 (8 Wo.)R&B | — | Erstveröffentlichung: Juli 1992 feat. Ronald Isley Autoren: Angela Winbush, Ronald Isley                                                                                     |                                                                                      |
| 1994 | I’m so Proud All Men Are Brothers: A Tribute to Curtis Mayfield      | — | — | — | — | — | R&B66 (11 Wo.)R&B | — | Erstveröffentlichung: Mai 1994 feat. Ronald Isley Autor: Curtis Mayfield Original: The Impressions, 1964                                                                     |                                                                                      |
| 1996 | Let’s Lay Together Mission to Please                                 | — | — | — | — | US93 (5 Wo.)US | R&B24 (20 Wo.)R&B | — | Erstveröffentlichung: März 1996 feat. Ronald Isley vom Soundtrack des Films Hip Hop Hood – Im Viertel ist die Hölle los Autor: R. Kelly                                      |                                                                                      |
| 1996 | Floatin’ on Your Love Mission to Please                              | — | — | — | UK79 (1 Wo.)UK | US47 (18 Wo.)US | R&B14 (20 Wo.)R&B | — | Erstveröffentlichung: September 1996 feat. Ronald Isley und Angela Winbush Autoren: Angela Winbush, Reggie Griffin, Ronald Isley                                             |                                                                                      |
| 1997 | Tears Mission to Please                                              | — | — | — | — | US55 (11 Wo.)US | R&B12 (20 Wo.)R&B | — | Erstveröffentlichung: Dezember 1996 feat. Ronald Isley Autor: Babyface |                                                                                      |
| 2001 | Contagious Eternal                                                   | — | — | — | — | US19 (19 Wo.)US | R&B3 (22 Wo.)R&B | — | Erstveröffentlichung: Juni 2001 feat. Ronald Isley aka Mr. Biggs und Chante Moore Autor: R. Kelly                                                                            |                                                                                      |
| 2001 | Secret Lover Eternal                                                 | — | — | — | — | — | R&B60 (20 Wo.)R&B | — | Erstveröffentlichung: November 2001 feat. Ronald Isley aka Mr. Biggs Autoren: Steve Huff, Myron Avant                                                                        |                                                                                      |
| 2003 | What Would You Do? Body Kiss                                         | — | — | — | — | US49 (20 Wo.)US | R&B14 (27 Wo.)R&B | — | Erstveröffentlichung: Februar 2003 feat. Ronald Isley aka Mr. Biggs Autor: R. Kelly                                                                                          |                                                                                      |
| 2003 | Busted Body Kiss                                                     | — | — | — | — | — | R&B35 (20 Wo.)R&B | — | Erstveröffentlichung: Juli 2003 feat. Ronald Isley aka Mr. Biggs und Johnson Sisters Autor: R. Kelly                                                                         |                                                                                      |
| 2006 | Just Came Here to Chill Baby Makin’ Music                            | — | — | — | — | — | R&B25 (27 Wo.)R&B | — | Erstveröffentlichung: Januar 2006 feat. Ronald Isley Autoren: Gordon Chambers, Troy Taylor, Ronald Isley                                                                     |                                                                                      |

grau schraffiert: keine Chartdaten aus diesem Jahr verfügbar

## Videoalben
- 2005: Summer Breeze: Greatest Hits Live

## Statistik

### Chartauswertung
|                     | DE    | AT    | CH    | UK    | US     | R&B      |
| ------------------- | ----- | ----- | ----- | ----- | ------ | -------- |
| Nummer-eins-Alben   | DE—DE | AT—AT | CH—CH | UK—UK | US2US  | R&B10R&B |
| Top-10-Alben        | DE—DE | AT—AT | CH—CH | UK—UK | US9US  | R&B20R&B |
| Alben in den Charts | DE1DE | AT1AT | CH1CH | UK6UK | US31US | R&B36R&B |

|                       | DE    | AT    | CH    | UK     | US     | R&B      | Dance       |
| --------------------- | ----- | ----- | ----- | ------ | ------ | -------- | ----------- |
| Nummer-eins-Singles   | DE—DE | AT—AT | CH—CH | UK—UK  | US—US  | R&B6R&B  | Dance—Dance |
| Top-10-Singles        | DE—DE | AT—AT | CH—CH | UK2UK  | US3US  | R&B27R&B | Dance—Dance |
| Singles in den Charts | DE1DE | AT—AT | CH—CH | UK15UK | US40US | R&B71R&B | Dance6Dance |

### Auszeichnungen für Musikverkäufe
Anmerkung: Auszeichnungen in Ländern aus den Charttabellen bzw. Chartboxen sind in ebendiesen zu finden.
| Land/RegionAuszeichnungen für Musikverkäufe (Land/Region, Auszeichnungen, Verkäufe, Quellen) | Silber     | Gold       | Platin       | Verkäufe   | Quellen   |
| -------------------------------------------------------------------------------------------- | ---------- | ---------- | ------------ | ---------- | --------- |
| Vereinigte Staaten (RIAA)                                                                    | —          | 9× Gold9   | 13× Platin13 | 19.500.000 | riaa.com  |
| Vereinigtes Königreich (BPI)                                                                 | 3× Silber3 | Gold1      | —            | 720.000    | bpi.co.uk |
| Insgesamt                                                                                    | 3× Silber3 | 10× Gold10 | 13× Platin13 |            |           |